# Duplornaviricota
Duplornaviricota — тип РНК-вирусов, который содержит все двухцепочечные РНК-вирусы, за исключением тех, что относятся к типу Pisuviricota. Характерной чертой группы является вирусный капсид, состоящий из 60 гомо- или гетеродимеров капсидного белка на решетке псевдо-T=2. Дуплонавирусы поражают как прокариот, так и эукариот. Название группы происходит от итальянского duplo, что означает двойной (ссылка на двухцепочечный), РНК для типа вируса и -viricota, который является суффиксом для типа вируса.

## Классы

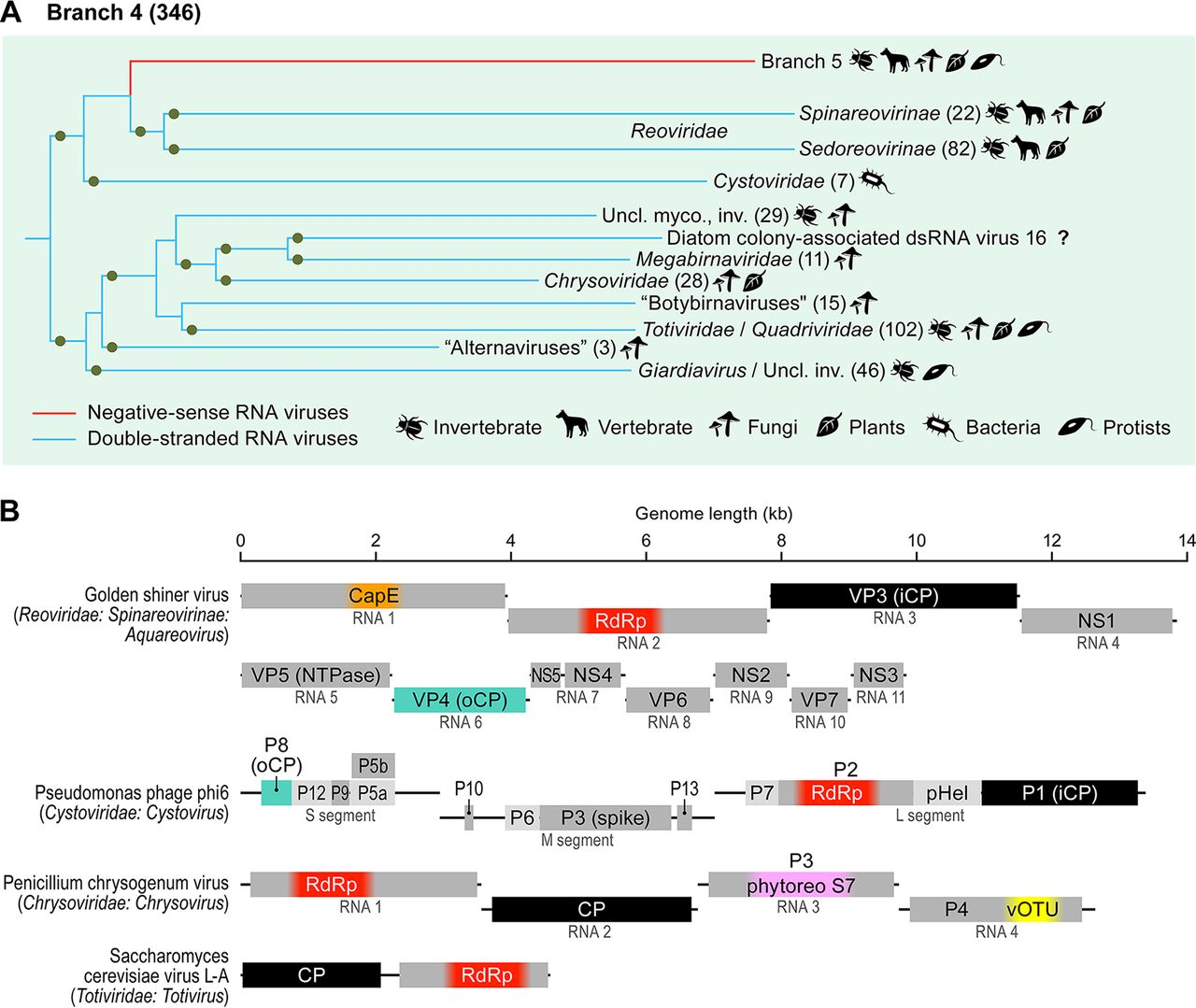
Филогенетическое древо Duplornaviricota (вверху), геном различных представителей и основные консервативные белки (внизу).

Признаются следующие классы:
- Chrymotiviricetes
- Resentoviricetes
- Vidaverviricetes

## Использованная литература
1. ↑  Таксономия вирусов (англ.) на сайте Международного комитета по таксономии вирусов (ICTV).
2. ↑  Virus Taxonomy: 2019 Release. talk.ictvonline.org. International Committee on Taxonomy of Viruses. Дата обращения: 25 апреля 2020. Архивировано 20 марта 2020 года.
3. ↑  Koonin EV, Dolja VV, Krupovic M, Varsani A, Wolf YI, Yutin N, Zerbini M, Kuhn JH. Proposal: Create a megataxonomic framework, filling all principal taxonomic ranks, for realm Riboviria (англ.). International Committee on Taxonomy of Viruses (ICTV). Дата обращения: 21 мая 2020. Архивировано 21 октября 2020 года.